# Берхин, Иосиф Моисеевич
Ио́сиф Моисе́евич Берхин (15 ноября 1904, Чериков, Могилёвская губерния, Российская империя — 25 августа 1964) — советский кинорежиссёр и сценарист.

## Биография
Работал на киностудиях Ленинграда с такими режиссёрами, как Александр Зархи, Иосиф Хейфиц, Оскар Галлай. В 1933 году было создано 3-е творческое объединение на ленинградской кинофабрике, где Иосиф Берхин работал с такими режиссёрами, как Фридрих Эрмлер, Григорий Козинцев, Леонид Трауберг, Александр Зархи, Иосиф Хейфиц, Михаил Дубсон.

## Фильмография

### Режиссёр
- 1931 — Человек за бортом (Союзкино)

### Сценарист
- 1929 — Бунт бабушек
- 1930 — Ветер в лицо (Ленсовкино)[1]
- 1930 — Лицом к лицу